# Virusul mozaicului galben al fasolei
Virusul mozaicului galben al fasolei (Bean yellow mosaic virus), aparținând familiei Potyviridae, este un virus al plantelor.

## Etiologie și epidemiologie
- Virusul mozaicului galben al fasolei se răspândește atât prin intermediul afidelor, cât și prin intermediul mâinilor muncitorilor în timpul efectuării lucrărilor de întreținere a culturii, sau prin intermediul instrumentelor în timpul recoltării florilor. Virusul nu se transmite prin sămânță, dar el rezistă de la an la an în tuberobulbi.
- Plantele-test folosite la identificarea acestui virus sunt:
  - Phaseolus vulgaris, care reacționează, în funcție de soi și de tulpina virusului, prin leziuni locale clorotice sau necrotice, epinastia frunzelor inoculate și infecție sistemică;
  - Vicia faba, care reacționează prin clarifierea nervurilor și prin mozaic;
  - Chenopodium amaranticolor, care manifestă clarifierea nervurilor și deformarea frunzelor;
  - Chenopodium quinoa, care reacționează prin leziuni locale clorotice;
  - Gomphrena globosa, care reacționează prin leziuni locale necrotice.

## Simptomatologie
- Pe frunze apar dungi de culoare verde deschis sau uneori de culoare galbenă.
- Florile sunt deformate și se deschid numai parțial sau pot rămâne închise; jumătatea inferioară a florii este strânsă și cutată.
- În cazul infecțiilor mixte, pe flori apar și pete de decolorare.
- La soiurile sensibile simptomele sunt grave și plantele mor.

## Prevenire și combatere
- Selecția sanitară a tuberobulbilor, cultivarea freesiei din sămânță, eliminarea plantelor infectate din cultură, combaterea chimică a afidelor vectoare, dezinfecția instrumentelor pentru tăiat flori (cu fosfat trisodic 10%), regenerarea plantelor prin culturi de meristeme "in vitro".